# John Carlson (hockey sobre hielo)
John Carlson (Natick, Massachusetts, 10 de enero de 1990), apodado Jumbo o Jumbo Jet, es un jugador profesional estadounidense de hockey sobre hielo que se desempeña en la posición de defensor derecho en Washington Capitals, equipo de la National Hockey League (NHL).

## Carrera
Fue seleccionado en la primera ronda en la NHL Entry Draft de 2008. En 2009 hizo su debut profesional con el equipo Washington Capitals, donde lleva jugando quince temporadas.